# Banco Nacional de Egipto
Banco Nacional de Egipto (en árabe: البنك الأهلي المصري) es un banco fundado en Egipto en junio de 1898, y es el banco más grande del país (2013) en términos de activos, depósitos, préstamos, capital bancario, número total de sucursales y empleados.
Tiene 540 sucursales en el país, activos por valor de 366.600 millones de libras egipcias, depósitos totales de 312.700 millones de libras egipcias y préstamos y anticipos totales de 114.700 millones de libras egipcias. En 2007, el Banco Nacional de Egipto representaba el 23 por ciento de los activos totales del sistema bancario egipcio, el 25 por ciento del total de depósitos y el 25 por ciento del total de préstamos y anticipos. La NBE también financió alrededor del 24 por ciento del comercio exterior de Egipto durante el año. NBE también representa el 74% del mercado de tarjetas de crédito y el 40% de las tarjetas de débito en Egipto.
Según la edición de julio de 2007 del Banker, en términos de activos totales, ocupa el puesto 226 entre los 1.000 principales bancos del mundo y el tercero entre los bancos árabes.